# Rosō Fukuhara
Rosō Fukuhara (福原 路草, Fukuhara Rosō), (16 janvier 1892-29 septembre 1946) est un photographe japonais réputé pour sa démarche artistique proche du pictorialisme.

## Biographie
Rosō Fukuhara naît à Ginza le 16 janvier 1892 sous le nom Nobutatsu Fukuhara (福原 信辰, Fukuhara Nobutatsu), fils de Arinobu Fukuhara (en) (福原 有信, Fukuhara Arinobu), chef de la pharmacie Shiseidō (incorporée en 1927 dans l'entreprise Shiseido) et de Toku Fukuhara (福原 とく, Fukuhara Toku). Ses trois frères ainés meurent jeunes mais un autre frère plus âgé, Shinzō, acquiert aussi une grande réputation comme photographe et le dernier, Nobuyoshi (信義), né en 1897, se fait également connaître sous le nom Tōru Namiki (並木 透, Namiki Tōru).
Fukuhara étudie le français à l'université Keiō (Tokyo), de 1911 à 1917.
Fukuhara meurt le 29 septembre 1946 à Nagano à l'âge de 54 ans.

## Ouvrages reprenant des photographies de Fukuhara
- Fukuhara Shinzō, Fukuhara Rosō: Hikari to sono kaichō (福原信三　福原路草：光とその諧調?) (Shinzō Fukuhara, Rosō Fukuhara: Light and its harmony), Nikon Salon Books 3, Tokyo, Nikkor Club, 1977.
- Fukuhara Shinzō to Fukuhara Rosō (福原信三と福原路草?) (Shinzō Fukuhara and Rosō Fukuhara), Nihon no Shashinka 3, Tokyo, Iwanami, 1997.
- Hikari no shijō: Fukuhara Shinzō no sekai (光の詩情：福原信三の世界?) (The World of Shinzo Fukuhara: Poetics of Light), Tokyo, Shiseido Corporate Culture Department, 1994.
- Hikari to sono kaichō: Fukuhara Shinzō, Fukuhara Rosō: 1913-nen – 1941-nen (光とその諧調：福原信三・福原路草：1913年–1941年?) (The Light with Its Harmony: Shinzo Fukuhara / Roso Fukuhara: Photographs 1913-1941), Tokyo, Watari-um, 1992.
- Kōtarō Iizawa et Hervé Chandès, Shinzo et Roso Fukuhara, Paris, Fondation Cartier pour l'art contemporain, 1994.